# Gus Mears

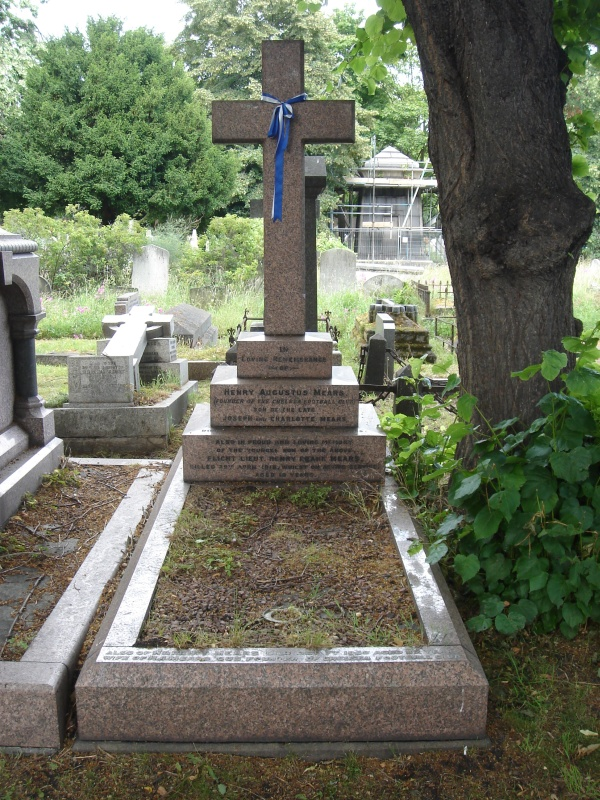
Tumba de Gus Mears, cementerio de Brompton.

Henry Augustus "Gus" Mears (1873-1912) fue un empresario inglés fundador del Chelsea Football Club.
En 1896, Gus Mears y su hermano Joe Mears compran el Stamford Bridge Athletics Ground y luego el huerto cercano, con la intención de hacerlo la envidia del país y acomodar un equipo de fútbol en él. En el año 1904 fallan al intentar que el presidente del Fulham Football Club, Henry Norris, trasladara a su club al campo, y después de ser persuadido para no venderlo todo, Mears decide fundar su propio equipo, el Chelsea, en marzo de 1905.
Fue el primer director del club, pero no vivió para ver en vida algún triunfo de su club. Su sueño de convertir al Stamford Bridge en uno de los mejores estadios de Inglaterra se cumplió cuando el estadio albergó la final de la FA Cup desde 1920 a 1922.
Murió en 1912. Su tumba está en el cercano Brompton Cemetery.
- Datos: Q955255